# NSB El 1
Die Baureihe NSB El 1 waren elektrische Lokomotiven, die bei den Norges Statsbaner (NSB) von 1922 bis 1973 im Einsatz standen.

## Geschichte
Im Zusammenhang mit der 1920 erfolgten Umspurung und der darauf 1922 folgenden Elektrifizierung der Bahnstrecke von Oslo V nach Brakerøya beschafften die NSB als erste eigene elektrische Lokomotivserie 22 Stück der Baureihe El 1 von norwegischen Herstellern. Der elektrische Teil wurde von Per Kure Norsk Motor- og Dynamofabrik in Hasle, der mechanische Teil von Thunes mekaniske verksted gebaut.
Die Lokomotiven wurden im Güter- und Reisezugdienst eingesetzt.

## NSB El 1a
Die Lokomotive ist im Aufbau vergleichbar mit der Bayerischen EG 2, weist aber auch Merkmale von Brückenrahmenlokomotiven wie die Preußische EG 511 bis EG 537 auf. Sie besitzt einen durchgehenden Hauptrahmen und zwei gekuppelte, zweiachsige Drehgestelle, wobei beide Achsen von je einem Motor über eine Blindwelle mit Kuppelstangen angetrieben werden. Die Zug- und Stoßvorrichtungen sind an den Drehgestellen angeordnet. 
Die Elektromotoren sind jeweils im Drehgestell gelagert und mit einer fest am Hauptrahmen angeordneten Motorhaube abgedeckt. Hinter dem Führerhaus befinden sich Netzschalter, Transformator und Steuergeräte. Die beiden Motoren leisten insgesamt 940 PS, die Lok wiegt 62 Tonnen und erreicht eine Höchstgeschwindigkeit von 70 km/h.

## NSB El 1b
In späteren Jahren wurden die El 1 zudem auf den Strecken rund um Drammen sowie in Stavanger und Kristiansand eingesetzt. Dadurch entstand Bedarf an weiteren Elektrolokomotiven.
Aufgrund der guten Erfahrungen wurden 1930 zwei weitere Lokomotiven dieser Bauserie beschafft. Da sie eine etwas höhere Dienstmasse hatten, wurden sie unter der Baureihe El 1b eingereiht.

## Rj.B. 14 und 15
1968 erwarben Rjukanbanen die El 1 2001 und die El 1 2021. Die El 1 2001 wurde 1987 vom Eisenbahnmuseum in Hamar übernommen, die El 1 2021 wurde 1981 abgestellt und später verschrottet.

## Verbleib
Zwischen 1962 und 1973 wurden alle im Betriebsbestand der NSB stehenden Lokomotiven ausgemustert, die letzte war am 15. Juni 1973 die El 1 2022.
Lediglich die schon am 2. März 1973 ausgemusterte El 1 2011 wurde unmittelbar nach der Abstellung dem Norsk Jernbaneklubb übergeben, der sie restaurierte und 1975 dem Norsk Jernbanemuseum überstellte. Sie wird seither als betriebsfähige Museumslok eingesetzt.
Die El 1 2001 sollte nach einer Entscheidung vom 2. April 1966 Ausstellungsstück werden. Sie kam 1987 von Rjukanbanen in den Museumsbestand, erhielt ihre ehemalige Betriebsnummer wieder und wurde nach einer Entscheidung von 2010 nicht öffentlich zugänglich hinterstellt.